# 3. südgrönländischer Landesratswahlkreis
Der 3. südgrönländische Landesratswahlkreis war von 1911 bis 1951 ein Landesratswahlkreis in Südgrönland. Der Wahlkreis umfasste die Gemeinde Alluitsup Paa im Kolonialdistrikt Julianehaab.

## Vertreter
Folgende Personen vertraten den Wahlkreis:
| Wahlperiode | Landesrat                               | Stellvertreter               | Anmerkung                                                       |
| ----------- | --------------------------------------- | ---------------------------- | --------------------------------------------------------------- |
| 1911–1916   | Gerhardt Hansen                         | Pavia Lynge                  | Stellvertreterwahl 1911 ungültig                                |
| 1917–1922   | Jens Hansen                             | Marten Müller                |                                                                 |
| 1923–1926   | Isak Lund                               | Frederik Nielsen             |                                                                 |
| 1927–1932   | Frederik Nielsen                        | ?                            |                                                                 |
| 1933–1938   | Niels Lynge                             | ?                            |                                                                 |
| 1939–1944   | Frederik Høegh (nicht 1940, 1941, 1943) | Morthen Poulsen (1941, 1943) | Stellvertreterwahl 1939 ungültig; Wahlkreis 1940 ohne Vertreter |
| 1945–1950   | Isak Lund                               | Anders Nielsen               |                                                                 |